# Onderbanken

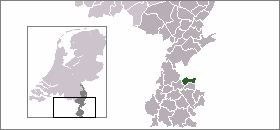
Onderbankens läge

Onderbanken är en historisk kommun i provinsen Limburg i Nederländerna. Kommunens totala area är 21,24 km² (där 0,06 km² är vatten) och invånarantalet är på 8 361 invånare (2005).